# Anpan

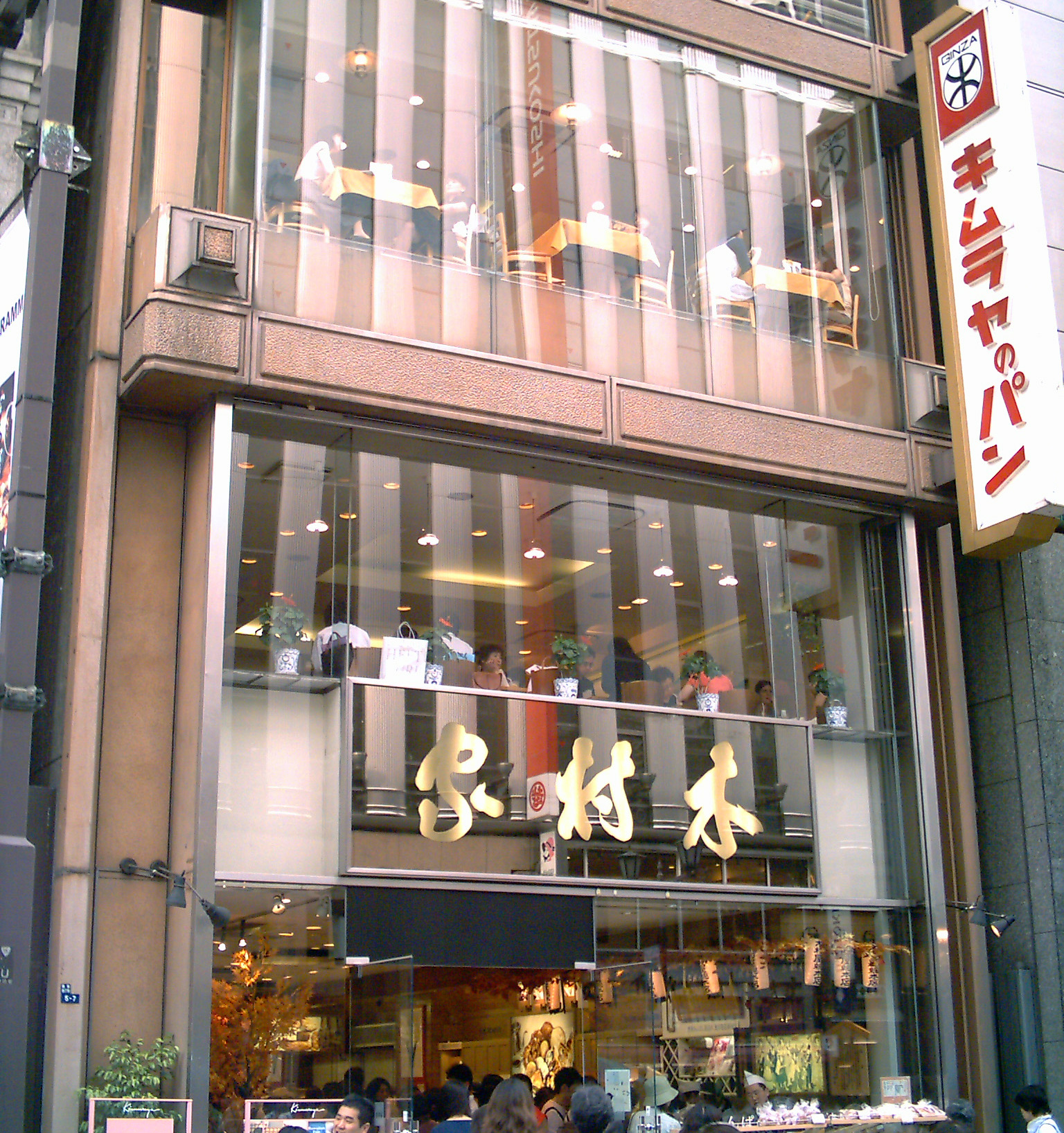
Tiệm bánh Kimuraya Ginza.

Anpan (あんパン) hay 餡パン) là một loại bánh cuộn ngọt của Nhật Bản với phần nhân chủ yếu là tương đậu đỏ. Anpan còn có thể làm với các loại nhân khác như đậu trắng (shiro-an), đậu xanh (uguisu-an), vừng (goma-an), và hạt dẻ (kuri-an).

## Lịch sử
Anpan được phát minh lần đầu tiên vào năm 1875, trong thời kỳ Minh Trị bởi một người tên là Yasubei Kimura, một võ sĩ bị mất việc khi Quân đội Hoàng gia bắt đầu phát triển và tầng lớp võ sĩ đạo đang trên bờ suy thoái. Thời đại Minh Trị là thời kỳ Nhật Bản ngày càng hiện đại hóa, do đó ngày càng nhiều samurai bị mất việc và họ phải chuyển sang làm một công việc khác hoàn toàn mới lạ so với họ; nghề thợ làm bánh cũng là một trong những công việc như thế.
Chuyện kể rằng, vào một ngày nọ, khi đang lang thang quanh khu vực có nhiều cựu võ sĩ làm việc, Kimura Yasubei trông thấy một chàng trai trẻ đang làm bánh mì, và ông đã nảy sinh ra ý tưởng mới – thành lập một tiệm bánh mì tên là Bun'eidō (文英堂). Năm 1874, ông chuyển đến Ginza và đổi tên tiệm bánh thành Kimuraya (木村屋), nay là Kimuraya Sohonten ( ja:木村屋總本店). Tuy nhiên, vào thời điểm đó, công thức làm bánh mì duy nhất được biết đến ở Nhật Bản là làm một loại bánh mì có vị mặn và chua, không phù hợp với khẩu vị của người Nhật lúc bấy giờ. Nắm bắt được điều này, Yasubei đã nảy sinh ý tưởng làm một loại bánh mì phù hợp với khẩu vị của người Nhật hơn. Cuối cùng, ông đã tìm ra cách làm bánh mì theo phong cách manjū của Nhật Bản - tức là nhào bột bằng men lỏng sakadane truyền thống. Sau đó, ông cho wagashi nhân đậu vào trong khuôn bánh mì và bán chúng như đồ ăn vặt, về sau loại bánh độc đáo này được gọi là Anpan. Anpan rất nổi tiếng không chỉ vì hương vị của nó mà còn là vì sự tò mò người Nhật đối với bất cứ thứ gì mới lạ vào thời điểm đó.
Sau đó, Yamaoka Tesshū, một thị thần của Thiên hoàng Minh Trị và là một người yêu thích món bánh Anpan đã yêu cầu Mạc phủ Tokugawa - chính quyền cai trị Nhật Bản trước thời Minh Trị, phải biếu tặng Anpan mỗi khi đến diện kiến Thiên hoàng. Mạc phủ Tokugawa đã yêu cầu Yasubei làm một ít đem dâng cho Triều đình. Yasubei đã nỗ lực chăm chỉ để làm ra Anpan, ông quan tâm đến hình thức của món ăn này nên đã trang trí chúng bằng một bông hoa anh đào ngâm muối ở giữa mỗi chiếc bánh. Món bánh Anpan này đã được dâng lên Thiên hoàng Minh Trị vào ngày 4 tháng 4 năm 1875. Về sau Thiên hoàng đã yêu cầu Yasubei dâng Anpan cho ông mỗi ngày, sau khi có tin đồn rằng Thiên hoàng đã ăn Anpan, sự nổi tiếng của các món bánh mì, đặc biệt là Anpan đã bắt đầu lan rộng khắp đất nước.

## Ảnh hưởng đến văn hóa đại chúng
Anpan thường được sử dụng như tiếng lóng dùng chỉ một loại chất để pha loãng sơn.
Hình ảnh Anpan cũng được nhắc đến trong bộ truyện tranh và phim hoạt hình Anpanman, kể về một siêu anh hùng có đầu được làm bằng Anpan.
Trong bộ anime nhượng quyền Clannad, nhân vật chính Nagisa Furukawa thường tự gọi mình với biệt danh "Anpan".
Trong anime Gintama, nhân vật Sagaru Yamazaki được xem là ăn Anpan như một nghi thức gợi nhớ đến các bộ phim truyền hình trinh thám nổi tiếng của Nhật Bản khi hoạt động bí mật, và cuối cùng phát điên vì nó (tập 205).
Trong sê-ri tokusatsu Denshi Sentai Denjiman, nhân vật Daigoro Oume/DenjiBlue (do Kenji Ohba thủ vai) rất yêu thích Anpan. Rất lâu sau khi bộ truyện kết thúc, anh ấy xuất hiện trong các bộ phim Gokaiger vs. Goseiger và Gokaiger vs. Gavan với vai trò là một người bán Anpan.
Nhân vật Kogepan của San-X được khắc họa là một chiếc bánh anpan bị bỏng, với vẻ chán nản và như bị say sữa.
Nhân vật Akatsuki trong Log Horizon cũng rất thích ăn Anpan, nhưng cảm thấy ngon nhất là khi ăn kèm với trà xanh.
Trong anime Deadman Wonderland, phần thưởng khi tham gia "Cuộc đua chó" do Tamaki tổ chức là được ăn Anpan.